# マート・クロウリー
マート・クロウリー（Mart Crowley, 1935年8月21日 - 2020年3月7日）は、アメリカ合衆国の劇作家、脚本家。『真夜中のパーティー』の作者として知られる。

## 来歴・人物
ミシシッピ州ヴィックスバーグに生まれる。ワシントンD.C.にあるアメリカ・カトリック大学で演技やショービジネスを学ぶ。1957年に大学を卒業し、ハリウッドのテレビ制作会社に勤務。『草原の輝き』（1961年）のセットで主役のナタリー・ウッドと出会い、ウッドのアシスタントとなった。彼女はハリウッドの同性愛者に対しシンパシーを感じており、それがゆえにゲイであるクロウリーを経済的に支え、彼に同性愛をテーマにした劇を書くための十分な時間を与えた。
戯曲『真夜中のパーティー』は1968年4月15日、オフ・ブロードウェイのシアター・フォーで初演された。演出はロバート・ムーアが務めた（ムーア自身もゲイであった）。タイトルの「The Boys in the Band」は、映画『スタア誕生』でジェームズ・メイソンがジュディ・ガーランドに言う台詞 "You're singing for yourself and the boys in the band." から取られた。
登場人物のほとんどが同性愛者で、かつ同性愛を真正面から描いた作品は前例がなかったことから、当初の予定では一つの劇場で5公演だけだった。ところが『真夜中のパーティー』はすぐに評判を呼び、1970年9月6日の終演までに1,001回上演された。彼はのちにこう述べている。「私は当時も今も人権活動家であったことはない。何が私の中でひらめいたのかわからないが、真実を書いただけなんだ」
クロウリーとTVプロデューサーのドミニク・ダン（Dominick Dunne）は、1970年にCBSの子会社、シネマ・センター・フィルムズの制作で『真夜中のパーティー』を映画化した。クロウリーは脚本とプロデューサーを務めたが、脚本料は受け取らなかった。
ロバート・ワグナー主演のTVドラマ『Hart to Hart』のプロデューサーを1980年から83年にかけて務めた。
2002年に『真夜中のパーティー』の続編『The Men from the Boys』を発表。サンフランシスコで上演された。
これまでに『セルロイド・クローゼット』（1995年）、『Dominick Dunne: After the Party』（2008年）、『真夜中のパーティー』のドキュメンタリーである『Making the Boys』（2011年）の3本のドキュメンタリー映画に出演している。
2020年3月7日、心不全のためニューヨークマンハッタンで死去。84歳没。
同年9月、『真夜中のパーティー』は再び映画化され、Netflixで配信された。邦題は『ボーイズ・イン・ザ・バンド』。